# San Fernando de Atabapo
San Fernando de Atabapo es una ciudad venezolana, capital del municipio Atabapo del Estado Amazonas. Está ubicada en el noroeste del municipio, en la confluencia de los ríos Orinoco, Guaviare y Atabapo. Para 2023, tenía una población de 9.404 habitantes. 
Entre los edificios más importantes están: la Alcaldía, la Cámara Municipal y la prefectura. La ciudad cuenta con tres escuelas básicas y una diversificada, una biblioteca pública con acceso a Internet, una iglesia católica y otra evangélica, así como la 1º Compañía del Destacamento de Fronteras N.º 94 y un puesto naval. 
También posee un pequeño puerto, un aeropuerto y el hospital ambulatorio “María Garrido”, donde se presta atención médica, odontológica, servicio de laboratorio, farmacia y malariología a la población (compuesta en un 90% por indígenas de las etnias piaroa y curripaca).

## Etimología
Su nombre rinde homenaje al Rey Fernando VI de España.

## Historia
Fundación y Historia Colonial
El Doctor José Solano funda San Fernando de Atabapo en 1758 sobre el poblado indígena de Maracoa, habitado entonces por tribus guaipuinabes. Fue quemado y destruido a los 2 años de fundado y posteriormente reconstruido por el misionero capuchino Fray José A. de Xerez en 1765. El 24 de abril de 1800, Alexander von Humboldt visitó los conucos de Síquita entrando en San Fernando de Atabapo al caer la tarde. Entre sus ilustres visitantes también cuentan el Coronel y geógrafo de origen italiano Agustín Codazzi. 
En 1822, la ciudad se convierte en la primera capital del Cantón de Río Negro, ya independiente, pero perteneciente en lo político-administrativo a la antigua Provincia de Guayana. En 1856, San Fernando de Atabapo pasa a ser la capital del territorio que se organiza como “Provincia de Amazonas”, bajo el mandato de José Tadeo Monagas y que luego de la promulgación de la Constitución de los Estados Unidos de Venezuela de 1864, se convierte en el Territorio Federal Amazonas, situación que perdura hasta 1928, cuando la capital territorial se traslada a Puerto Ayacucho. 
Masacre del 1913
En 1908 llega a Amazonas el coronel Tomás Funes, quien se convirtió en uno de los principales comerciantes de caucho para 1911. El 8 de mayo de 1913, Funes encabeza el movimiento que toma por asalto la casa de gobierno, donde mata al gobernador Roberto Pulido, esto fue conocido como la Noche de los machetes. Funes muere en la Plaza Bolívar de San Fernando de Atabapo el 31 de enero de 1921, cuando el general Emilio Arévalo Cedeño ordenó su ajusticiamiento. Hasta la fecha su cuerpo permanece enterrado en el mismo lugar donde murió 
Actualidad
San Fernando es la puerta por donde se distribuye el tráfico para la vasta región Ventuari-Manapiare, para la misteriosa región del Alto Orinoco, desde los raudales de Santa Bárbara hacia el sur, está frente al sitio donde el gran río Guaviare -desde Colombia- desagua sus terrosas aguas, ricas de peces y el más importante detalle es el río Atabapo-Temi, que acorta el camino al Sur por el Guainía-Río Negro, en los límites con Colombia y el Brasil.

## Transporte
Se puede acceder a San Fernando de Atabapo a través de dos tipos de transporte; aéreo y fluvial. El aéreo cuenta con dos líneas: Aguaisa y Wuayumi. Este tipo de transporte no es muy utilizado por la población debido a los costos elevados del pasaje; sin embargo, estas líneas son usadas en la mayoría de los casos en operativos de emergencias médicas. El transporte fluvial en Atabapo está compuesto por 4 embarcaciones (llamadas coloquialmente voladoras) que prestan el servicio Samariapo-Atabapo-Samariapo: El Suricato, La Roca, Nautisa y Autana. Actualmente no existe ningún transporte con destino fijo a otro municipio del Estado Amazonas, solo hay 2 que cubren la ruta hacia Amanaven y Puerto Inírida ambas localidades en Colombia. 
El control extremo que existe con el combustible dificulta aún más las comunicaciones dentro del propio municipio; ya que para cada comunidad se destina un cupo semanal de gasolina, cantidad que varía con la distancia de las comunidades. Solo 60% de las vías que comunican a San Fernando de Atabapo se encuentran asfaltadas y en buen estado.

## Gastronomía
Su Gastronomía es prácticamente la misma comida de amazonas que es tortuga preparada en su carapacho, danta, lapa; también pescados de las más finas cualidades, como el morocoto, la curbina, la palometa, el bocón, el Caribe, la guabina, el pavón y el lau lau; entre las aves: el paují, pato silvestre, el pavo y la gallina.

## Ciudades Hermanas
. Puerto Ayacucho
. San Fernando de Apure
. Ciudad Bolívar
. Santa Elena de Uairén
. La Esmeralda

## Galería
A continuación, verá una galería especial de fotos de este municipio en conjunto a su flora y fauna:

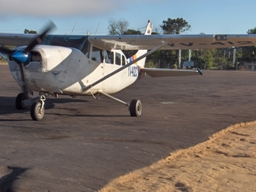
Aeropuerto de San Fernando de Atabapo.
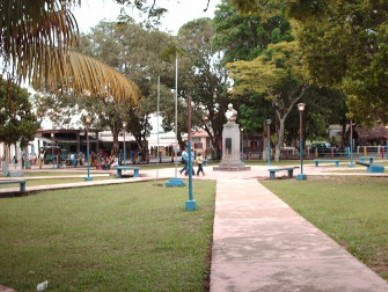
Plaza Bolívar de San Fernando de Atabapo.
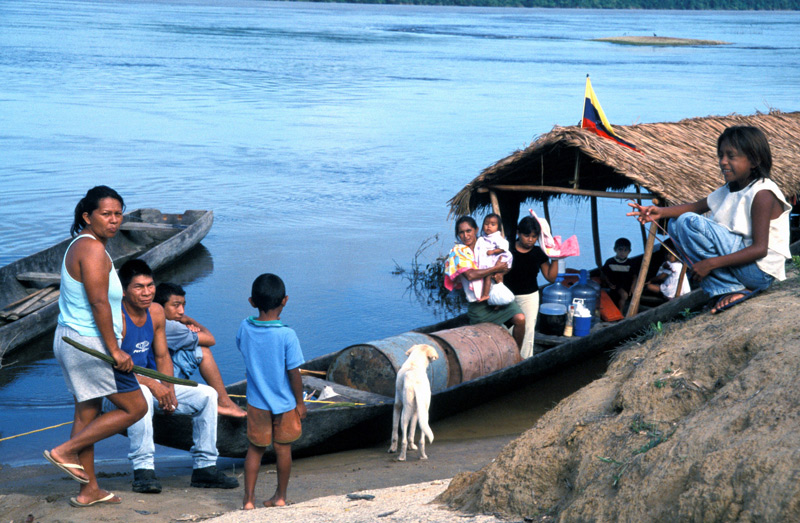
Personas en el puerto.
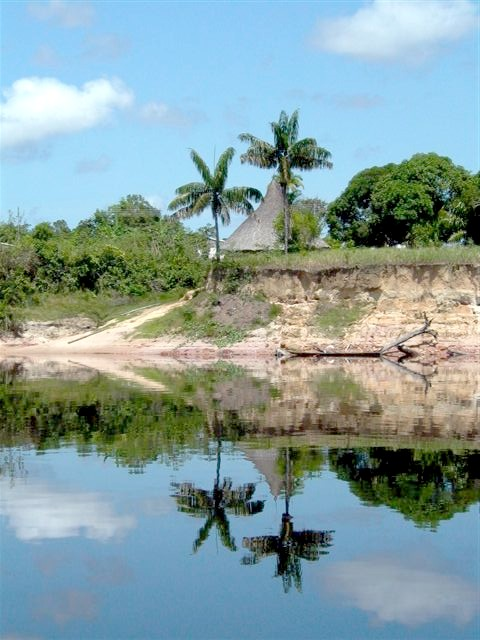
Orillas del río Atabapo.
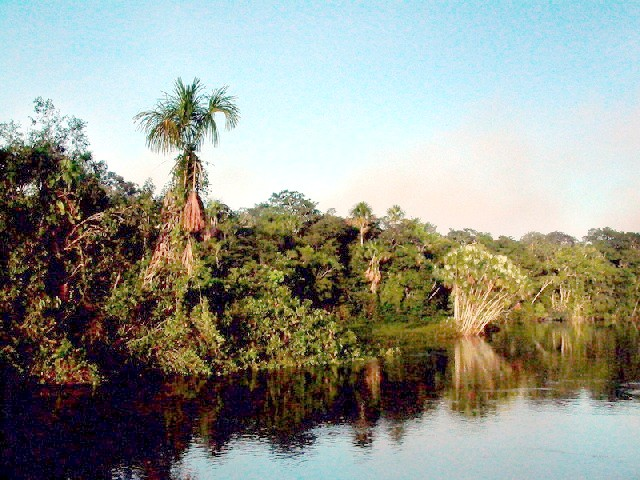
Orillas del río Atabapo.